# متنزه الخزان الحكومي
متنزّه الخزان الحكومي، يبلغ مساحته 132 أكر (0.53 كـم2) متنزّه الولاية تقع في بلدة لويستون في مقاطعة نياجرا،نيويورك،الولايات المتحدة. يقع المتنزّه على الشاطئ الجنوبي لخزان محطة روبرت موسيس للطاقة شمال مدينة شلالات نياجرا.

## وصف المتنزّه
يقع متنزّه الخزان الحكومي داخل حدود ملكية محطة روبرت موسى نياجرا للطاقة الكهرومائية. المتنزّه مملوك ومدعوم مالياً من قبل هيئة الطاقة في نيويورك ويديرها مكتب ولاية نيويورك للمتنزهات والترفيه والمحافظة التاريخية .
يوفر المتنزّه طاولات نزهة مع أجنحة وملعب ومسار طبيعي ومشي لمسافات طويلة وركوب الدراجات وصيد الأسماك والتزلج الريفي على الثلج والتزلج على الجليد والتزلج على الجليد وحقول ورحلات طيران نموذجية. يوجد150ياردة  حقل طويل يمكن استخدامه كميدان قيادة للجولف. تضم الحديقة أيضًا ثلاثة ملاعب تنس وثمانية طاولات للكرة اللينة وملعبين لكرة السلة وملعب هوكي.
تم بتمويل 6 ملايين من هيئة الطاقة نيويورك لتحسين المتنزّه بموجب اتفاق مع لجنة تنظيم الطاقة الفيدرالية، اكتمل في المتنزّه في عام 2012. ركز المشروع على تجديد العديد من الملاعب الرياضية في المتنزّه، وتحسين إمكانية الوصول في ملعب المتنزّه وبناء كوخ دافئ بالقرب من تل الزلاجات.

## روابط خارجية
- New York State Parks: Reservoir State Park